# Bjørnar Erlandsen
Bjørnar Erlandsen (Lillestrøm, 3 giugno 1965) è un ex calciatore norvegese, di ruolo difensore.

## Biografia
È il fratello di Arne Erlandsen.

## Carriera
Erlandsen ha giocato per il Lillestrøm dal 1982 al 1986, totalizzando 32 presenze ed una rete in campionato. Ha contribuito alla vittoria del Norgesmesterskapet 1985 e della 1. divisjon 1986. Sempre con questa maglia, ha giocato 3 partite nelle fasi finali delle competizioni europee per club. È successivamente stato in forza allo Strømmen.

## Palmarès

### Club
- Coppa di Norvegia: 1

Lillestrøm: 1985
- Campionato norvegese: 1

Lillestrøm: 1986